# Ульрих V (граф Вюртемберга)
Ульрих V Любимый (нем. Ulrich V. von Württemberg «der Vielgeliebte»; 1413 — 1 сентября 1480, Леонберг, Штутгарт) — граф Вюртемберга с 1433 года, граф Вюртемберг-Штутгарта с 1441 года. Младший сын Эберхарда IV и Генриетты Монбельярской. Прозвище Любимый — по большому числу жен и любовниц.

## Биография
После смерти отца Ульрих V и его старший брат Людвиг I находились под опекой матери и регентского совета. Людвиг достиг совершеннолетия в 1426 году и стал править самостоятельно. Ульрих стал его соправителем в 1433 году.

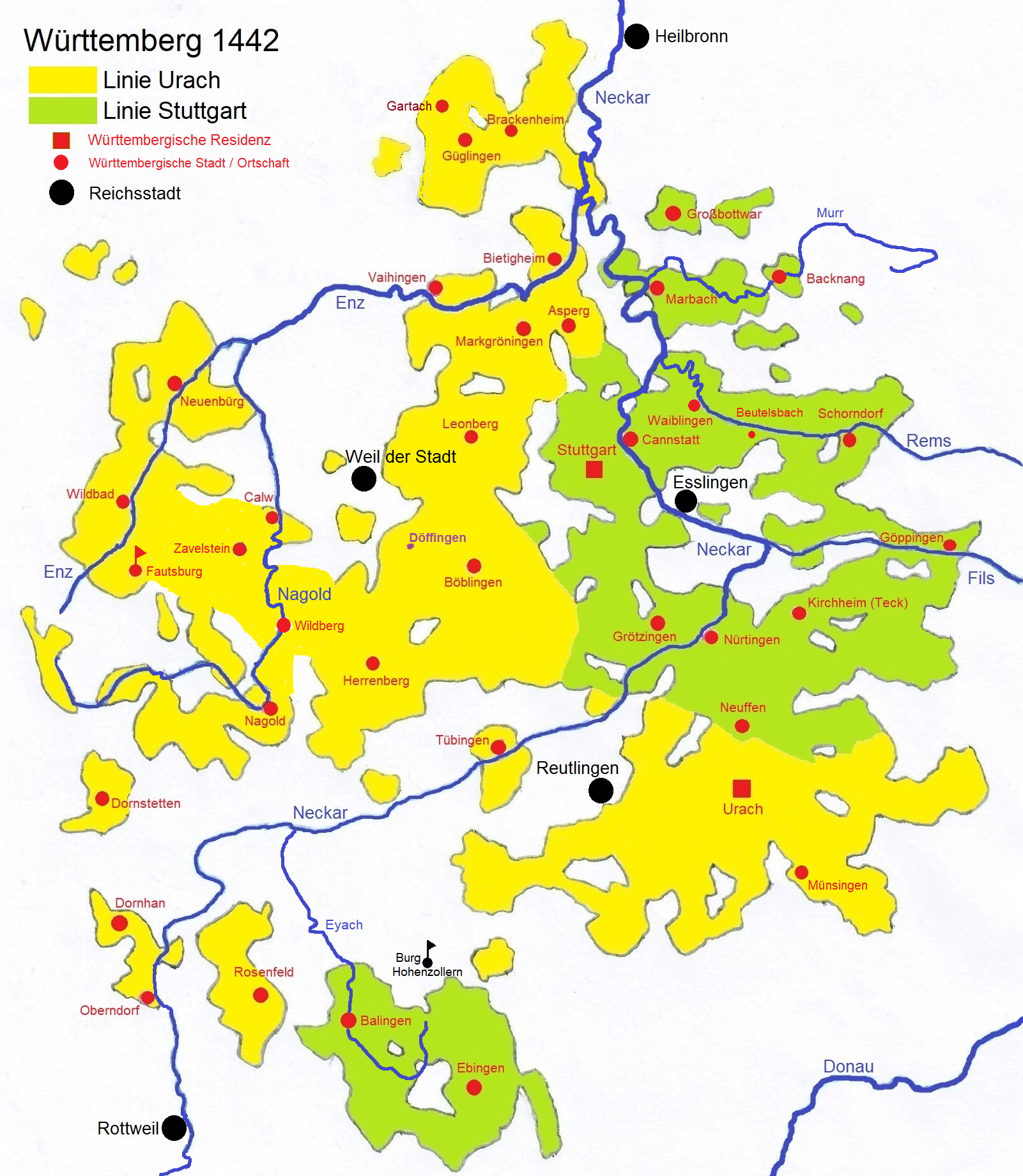
Раздел Вюртемберга по соглашению 1442 г.

Договором от 23 апреля 1441 года братья поделили свои владения. Ульрих получил восточную и северную часть графства Вюртемберг со столицей в Штутгарте.
В 1444 году Ульрих поддержал императора Фридриха III Габсбургского в его борьбе со Швейцарской конфедерацией. В 1449 году воевал с имперским городом Эслинген из-за таможенных пошлин, уменьшавших доходы Вюртемберга.
После смерти в 1450 году Людвига I Ульрих стал опекуном своих племянников Людвига II и Эберхарда V.
Воевал с пфальцграфом Фридрихом I, 30 июня 1462 года в битве под Секенхаймом попал в плен и был отпущен только 27 апреля 1463 года, после уплаты выкупа.
В 1473 году Ульрих V и его племянник Эберхард V заключили соглашение о престолонаследии, направленное на восстановление единства графства Вюртемберг.

## Семья и дети
Ульрих V был женат трижды. В 1441 году он женился на Маргарите, дочери герцога Адольфа I Клевского и Марии Бургундской. От этого брака родились дочери:
- Катерина (7 декабря 1441 — 28 июня 1497) — монахиня в Лауфене
- Маргарита (1442 — 21 июля 1479) — монахиня в Либенау.

Второй раз Ульрих V женился 8 февраля 1445 года на Елизавете Баварско-Ландсхутской, дочери герцога Генриха XVI и Маргариты Австрийской. Дети:
- Эберхард II (1 февраля 1447 — 17 февраля 1504) — герцог Вюртемберга
- Генрих (7 сентября 1448 — 15 апреля 1519) — граф Вюртемберга
- Елизавета (23 декабря 1450 — 6 апреля 1501) — с 1469 жена графа Фридриха II фон Хеннеберг.

Третьим браком Ульрих V женился 11 ноября 1453 года на Маргарите Савойской, дочери герцога Амадея VIII и Марии Бургундской. Их дети:
- Маргарита (ум. 21 апреля 1470) — с 1469 жена графа Филиппа I фон Эпштайн-Кенигштайн.
- Филиппа (ум. 4 июня 1475) — с 1470 жена графа Якоба II фон Хорн
- Елена (ум. 19 февраля 1506) — с 1476 жена Крафта VI, графа Гогенлоэ-Нойенштайн.

Также у Ульриха V были многочисленные внебрачные дети.